# Ottengrünereinzel
Ottengrünereinzel ist ein Gemeindeteil der Stadt Helmbrechts im Landkreis Hof (Oberfranken, Bayern). Ottengrünereinzel liegt in der Gemarkung Wüstenselbitz.
'

## Geografie
Die Einöde liegt zwischen dem rechten Ufer der Selbitz und der Bahnstrecke Münchberg–Helmbrechts. Der Ort ist über einen Feldweg erreichbar, der etwa 200 Meter nordöstlich von der aus Ottengrün kommenden Kreisstraße HO 24 abzweigt.

## Geschichte
Von 1797 bis 1810 unterstand Ottengrünereinzel dem Justiz- und Kammeramt Münchberg. Infolge des Ersten Gemeindeedikts wurde Ottengrünereinzel dem 1812 gebildeten Steuerdistrikt Wüstenselbitz und der zugleich entstandenen Ruralgemeinde Wüstenselbitz zugewiesen. Im Zuge der Gebietsreform in Bayern wurde Ottengrünereinzel am 1. Juli 1972 nach Helmbrechts eingemeindet.

### Einwohnerentwicklung
| Jahr      | 1812  | 1819  | 1861  | 1871  | 1885   | 1900   | 1925   | 1950   | 1961   | 1970   | 1987   | 2018 |
| Einwohner | *     | *     | 19    | 11    | 22     | 5      | 4      | 10     | 4      | 4      | 0      | 6    |
| Häuser    | *     |       |       |       | 4      | 1      | 1      | 1      | 1      |        | 1      |      |
| Quelle    | [ 4 ] | [ 7 ] | [ 8 ] | [ 9 ] | [ 10 ] | [ 11 ] | [ 12 ] | [ 13 ] | [ 14 ] | [ 15 ] | [ 16 ] |      |

## Religion
Ottengrünereinzel ist evangelisch-lutherisch geprägt und war ursprünglich nach St. Johannes der Täufer (Helmbrechts) gepfarrt, seit den 1920er Jahren war die neu gebildete Pfarrei Wüstenselbitz zuständig. Heute gehört die Ottengrüner Einzel wieder zum 1. Sprengel der evangelisch-lutherischen Kirchengemeinde Helmbrechts.